# Mister Brasil CNB 2023
Mister Brasil CNB 2023 foi a 17.ª edição do concurso de beleza masculino de Mister Brasil, promovido pelos irmãos Henrique e Marina Fontes desde 2007 sob da marca "Concurso Nacional de Beleza", este ano realizado pela segunda vez no Rio Grande do Sul e pela primeira vez na cidade de Tramandaí  (Bento Gonçalves sediou em 2019). O certame envia os mais bem colocados às disputas de Mister Mundo, Mister Supranational, Manhunt Internacional, Mister International, Mister Global, entre outras disputas reconhecidas globalmente. O título pertencia ao paranaense de nascimento e radicado em Santa Catarina Guilherme Werner, eleito no ano anterior  e que passou a faixa no final da cerimônia ao candidato de São Paulo, Henrique de Souza Martins.

## Resultados

### Colocações
| Colocação                                               | Representação e Candidato |
| ------------------------------------------------------- | --- |
| Vencedor                                                | - São Paulo - Henrique Martins |
| 2.º. Lugar                                              | - Goiás - Vilmar Bertolino |
| 3.º. Lugar                                              | - Guanabara - Ruan Mendes |
| Finalistas (em ordem final de classificação)            | - Amazonas - Edward Ogunniya - Centro-Oeste Paulista - Luiz Gustavo Peres |
| Top 10 Semifinalistas (em ordem final de classificação) | - Zona da Mata Mineira - Matheus Fabian - Serra Catarinense - Matheus Azevedo - Ceará - Ygor Lobo - Pernambuco - Matheus Barbosa - Sergipe - Kadu Passos |
| Top 20 Semifinalistas (em ordem final de classificação) | - Maranhão - Roby Macêdo - Triângulo Mineiro - Marcos Camargos - Bahia - Tárcis Rocha - Paraná - Leonardo Zanardi - Rio Grande do Sul - Amílcar Daniel - Noroeste Paulista - Thiago Vieira - Piauí - Guido Neto - Mato Grosso - Paulo Magrini - Grandes Lagos - Lucas Merigue - Xingu - Anderson Carvalho |

### Ordem dos anúncios
| 1. Goiás 2. Amazonas 3. Guanabara 4. Ceará 5. São Paulo 6. Zona Da Mata Mineira 7. Paraná 8. Mato Grosso 9. Triangulo Mineiro 10. Xingu 11. Rio Grande do Sul 12. Bahia 13. Grandes Lagos 14. Pernambuco 15. Centro Oeste Paulista 16. Piauí 17. Sergipe 18. Maranhão 19. Serra Catarinense 20. Noroeste Paulista | 1. Sergipe 2. São Paulo 3. Amazonas 4. Goiás 5. Zona Da Mata Mineira 6. Serra Catarinense 7. Guanabara 8. Pernambuco 9. Ceará 10. Centro Oeste Paulista | 1. Guanabara 2. Centro Oeste Paulista 3. São Paulo 4. Goiás 5. Amazonas |

## Jurados

### Final
Ajudaram a eleger o vencedor do concurso:
1. Francisco Crauss, psicólogo;
2. Caroline Venturini, Miss Grand Brasil 2017;
3. Matteus Lima, Mister Brasil CNB Teen 2023;
4. Lucimara Batista, diretora nacional do MORHAN-PI;
5. Edimilson Picanço, diretor nacional do MORHAN-PA;
6. Willian Freitas, coordenador de licenças do CNB;
7. Guilherme Werner, Mister Brasil CNB 2022;

## Prêmios

### Tradicionais
Foram entregues os seguintes prêmios este ano:
| Prêmio               | Representação & Candidato             |
| -------------------- | ------------------------------------- |
| Mister Amizade       | Paraná - Leonardo Zanardi 1           |
| Mister Amizade       | Pernambuco - Matheus Barbosa 1        |
| Mister Fotogenia     | Grande Curitiba - Hudson Malagutti    |
| Mister Personalidade | Maranhão - Roby Macêdo                |
| Modelo Revelação 40° | Paraná - Leonardo Zanardi             |
| Best in Swimwear DNA | Guanabara - Ruan Mendes               |
| Mister Cordialidade  | Ilhas de Parintins - Matheus Moreira  |
| Melhor Sorriso       | Zona da Mata Mineira - Matheus Fabian |

1 Os candidatos do Paraná e Pernambuco foram os mais votados e empataram.

### Outros Prêmios

#### Prêmios para Coordenadores
Os colaboradores do certame que se destacaram durante o ano:
| Título                | Representação & Coordenador          |
| --------------------- | ------------------------------------ |
| Coordenação Revelação | Piauí - César Araújo                 |
| Melhor Preparação     | Zona da Mata Mineira - Diley Almeida |
| Melhor Coordenação    | Goiás - Raffael Rodrigues            |
| Melhor Concurso       | São Paulo - André Cruz               |

#### Misters Regionais
Os melhores candidatos colocados por região do País:
| Região       | Representação & Candidato           |
| ------------ | ----------------------------------- |
| Centro-Oeste | Goiás - Vilmar Bertolino            |
| Nordeste     | Ceará - Ygor Lobo                   |
| Norte        | Amazonas - Edward Ogunniya          |
| Sudeste      | Guanabara - Ruan Mendes 1           |
| Sul          | Serra Catarinense - Matheus Azevêdo |

1 Por São Paulo ter vencido o concurso, Guanabara herdou o título.

## Etapas Classificatórias

### Classificação Automática aoTop 06

#### Mister "Beleza Pelo Bem" CNB
O melhor pontuado nesta categoria garantiu uma vaga no Top 06:
| Colocação | Representação & Candidato                           |
| --------- | --------------------------------------------------- |
| 1         | Goiás Vilmar Bertolino São Paulo - Henrique Martins |

### Classificação Automática aoTop 10

#### Mister Popularidade CNB
O mais votado nesta categoria garantiu uma vaga no Top 10:
| Colocação | Representação & Candidato |
| --------- | ------------------------- |
| 1         | Sergipe - Kadu Passos     |

### Classificação Automática aoTop 20

#### Mister Talento CNB
O melhor pontuado nesta categoria garantiu uma vaga no Top 20:
| Colocação | Representação & Candidato |
| --------- | ------------------------- |
| 1         | Bahia - Tárcis Rocha      |
| 2         | Guanabara - Ruan Mendes   |
| 3         | Maranhão - Roby Macêdo    |

## Candidatos
Disputaram o título deste ano, os seguintes candidatos:
| Representação         | Candidato               | Idade | Origem                       | Formação ou Ocupação               | Ref.   |
| --------------------- | ----------------------- | ----- | ---------------------------- | ---------------------------------- | ------ |
| Acre                  | Isaac Paiva             | 23    | Pelotas, RS                  | Acadêmico de Educação Física       | [ 6 ]  |
| Amazonas              | Edward Ogunniya         | 31    | São Paulo, SP                | Professor de Inglês Modelo         | [ 7 ]  |
| Bahia                 | Tárcis Rocha            | 29    | Salvador, BA                 | Modelo Ator Músico                 | [ 8 ]  |
| Baixada Santista      | Allan Nux               | 33    | Cubatão, SP                  | Acadêmico de Engenharia Civil      | [ 9 ]  |
| Brasília              | Mateus Alves            | 25    | Taguatinga, DF               | Educador Físico                    | [ 10 ] |
| Ceará                 | Ygor Lobo               | 26    | Fortaleza, CE                | Bacharel em Educação Física Modelo | [ 11 ] |
| Centro-Oeste Paulista | Luiz Gustavo Peres      | 29    | Mococa, SP                   | Bancário                           | [ 12 ] |
| Cerrado Goiano        | Nathan César            | 29    | Rio Verde, GO                | Zootecnista                        | [ 13 ] |
| Costa Verde & Mar     | Felipe Moreno           | 23    | Foz do Iguaçu, PR            | Empresário Engenheiro Civil        | [ 14 ] |
| Goiás                 | Vilmar Bertolino        | 26    | São Luís de Montes Belos, GO | Bacharel em Direito Modelo         | [ 15 ] |
| Grande Curitiba       | Hudson Malagutti        | 32    | Araucária, PR                | Gerente Administrativo             | [ 16 ] |
| Grande Manaus         | Israel Guimarães        | 31    | Manaus, AM                   | Acadêmico de Direito Músico        | [ 17 ] |
| Grande Porto Alegre   | Gregory Gelatti         | 28    | Porto Alegre, RS             | Empresário                         | [ 18 ] |
| Grandes Lagos         | Lucas Merigue           | 27    | São José do Rio Preto, SP    | Graduado em International business | [ 19 ] |
| Guanabara             | Ruan Mendes             | 26    | Rio de Janeiro, RJ           | Modelo Motorista                   | [ 20 ] |
| Ilha de Parintins     | Matheus Moreira         | 20    | Manaus, AM                   | Acadêmico de Nutrição              | [ 21 ] |
| Ilha do Mel           | Geovani Bosi            | 25    | Araucária, PR                | Analista de Recrutamento & Seleção | [ 22 ] |
| Maranhão              | Roby Macêdo             | 32    | São Paulo, SP                | Arquiteto                          | [ 23 ] |
| Mato Grosso           | Paulo Magrini           | 29    | Três Lagoas, MS              | Diretor de Marketing               | [ 24 ] |
| Mato Grosso do Sul    | Marcos Akira            | 28    | Presidente Prudente, SP      | Médico                             | [ 25 ] |
| Minas Gerais          | Arthur Serafim          | 22    | Medina, MG                   | Modelo Assistente Administrativo   | [ 27 ] |
| Noroeste Paulista     | Thiago Vieira           | 31    | Américo de Campos, SP        | Bancário                           | [ 28 ] |
| Pará                  | Ricky Marlon            | 25    | Belém, PA                    | Bacharel em Educação Física        | [ 29 ] |
| Paraná                | Leonardo Zanardi        | 19    | Maringá, PR                  | Modelo                             |        |
| Pernambuco            | Matheus Barbosa         | 23    | Pombos, PE                   | Modelo                             | [ 30 ] |
| Piauí                 | Guido Neto              | 25    | Teresina, PI                 | Engenheiro Civil Empreendedor      | [ 31 ] |
| Plano Piloto          | Alexandre Oliveira      | 32    | Guará, DF                    | Bancário Dançarino                 | [ 32 ] |
| Rio de Janeiro        | João Victor Bittencourt | 19    | Rio de Janeiro, RJ           | Acadêmico de Administração Modelo  | [ 33 ] |
| Rio Grande do Norte   | Éverton Figueiredo      | 25    | São João do Sabugi, RN       | Bacharel em Odontologia            | [ 34 ] |
| Rio Grande do Sul     | Amilcar Daniel          | 23    | Campo Bom, RS                | Empresário                         | [ 36 ] |
| Rondônia              | Newcharle Silva         | 33    | Porto Velho, RO              | Bacharel em Análise de Sistemas    | [ 37 ] |
| Roraima               | Sérgio de Sant'Anna     | 31    | Brasília, DF                 | Acadêmico de Direito Modelo        | [ 38 ] |
| Santa Catarina        | Fernando Padilha        | 33    | Lages, SC                    | Modelo Técnico de Radiologia       | [ 40 ] |
| São Paulo             | Henrique Martins        | 31    | Campinas, SP                 | Nadador Olímpico Publicitário      | [ 42 ] |
| Sergipe               | Kadu Passos             | 27    | Campo do Brito, SE           | Educador Físico Modelo             | [ 43 ] |
| Serra Catarinense     | Matheus Azevedo         | 25    | Lages, SC                    | Personal trainer                   | [ 44 ] |
| Tocantins             | Lucas de Alencar        | 28    | Palmas, TO                   | Acadêmico de Medicina              | [ 45 ] |
| Triângulo Mineiro     | Márcio Camargos         | 33    | Luz, MG                      | Modelo                             | [ 46 ] |
| Vale dos Sinos        | Rayed Carpes            | 29    | Porto Alegre, RS             | Corretor de imóveis                | [ 47 ] |
| Xingu                 | Anderson Carvalho       | 34    | Dourados, MS                 | Médico Veterinário                 | [ 48 ] |
| Zona da Mata Mineira  | Matheus Fabian          | 24    | Governador Valadares, MG     | Acadêmico de Odontologia           | [ 49 ] |

## Histórico

### Substituição
- Ceará - Douglas Souza ► Ygor Lobo

### Desistência
- Tapajós - Adriano Garcia [50]

### Candidatos por região
Com base na representação, e não nas origens dos candidatos:
- Sudeste: 10. (Representa 24% do total de candidatos)
- Norte: 9. (Representa 22% do total de candidatos)
- Sul: 9. (Representa 22% do total de candidatos)
- Nordeste: 7. (Representa 17% do total de candidatos)
- Centro-Oeste: 6. (Representa 15% do total de candidatos)

### Trívia

#### Sobre os candidatos
- O representante do Amazonas tem dupla-nacionalidade, ele é filho de um nigeriano com uma brasileira.
  - O pai do candidato de Costa Verde & Mar (Felipe Moreno) é do Paraguai.
- O candidato de São Paulo representou o Brasil na natação dos Jogos Olímpicos Rio 2016, na categoria 100 metros borboleta e revezamento 4 por 100.[51]
- Newcharle Silva de Rondônia já foi pastor evangélico.
- O representante Isaac Paiva, do Acre, é pai de uma menina.
- O Mister Brasília é o candidato mais alto desta edição com 2m de altura, ele já foi jogador profissional de basquete.
- Os candidatos Israel Guimarães (Grande Manaus), Henrique Martins (São Paulo) e Rayed Carpes (Vale dos Sinos) já serviram o exército.
- Anderson Aragão (Xingu) é o candidato mais velho disputando o título, com 34 anos.
  - Já os mais novos são Renan Mazzeto (Paraná) e João Victor Bittencourt (Rio de Janeiro), com 19 anos cada.
- O representante do Triângulo Mineiro (Márcio Camargos) é o que tem mais seguidores no Instagram dentre os candidatos, 232 mil.
  - Na vice-liderança está Matheus Fabian (Zona da Mata Mineira) com 117 mil e Kadu Passos (Sergipe) com 73,6 mil.

#### Sobre o concurso
- É a 2.ª vez que o certame é realizado no Rio Grande do Sul, a primeira foi em 2019, na cidade de Bento Gonçalves.
- Os Estados do Amapá, Alagoas, Espírito Santo e Paraíba não estão representados nesta edição.
  - Alagoas, Espírito Santo e Paraíba estiveram representados na edição anterior.
  - Já o Amapá disputou o concurso pela última vez na edição de 2018.
- Os paulistas dominam o concurso deste ano com 8 candidatos, seguidos dos gaúchos e paranaenses com 4 cada.
- O número de candidatos competindo pelo título este ano se igualou ao da edição anterior, 41.
- A região Sudeste dominou o evento com 10 candidatos.
  - As regiões Norte e Sul (anfitriã) tiveram 9 representantes cada.

### Candidatos em outros concursos

#### Nacionais
Mister Brasil CNB
- 2022:  Roraima - Sérgio de Sant'Anna [52]
  - (Representando a região do Cerrado Brasiliense)

Mister Eco Brasil
- 2020:  Guanabara - Ruan Mendes (Vencedor) [53]
  - (Representando o Estado do Rio de Janeiro)

#### Internacional
Mister Model Mediterráneo Global
- 2021:  Guanabara - Ruan Mendes (Vencedor) [54]
  - (Representando o Brasil em Elche, na Espanha)

## Mister Brasil CNB Teen 2023
Junto à competição masculina voltado para candidatos adultos, ocorre paralelamente na mesma cidade anfitriã, a disputa do 2.º título adolescente do concurso. Jovens entre 15 e 19 anos podem disputar a faixa, sendo o atual detentor do título o paulista da capital, Vinicius França (aclamado em 13 de fevereiro de 2022 aos 17 anos, sem realização de concurso nacional). Abaixo, demais informações sobre a edição de estreia deste ano:

### Resultados

#### Colocações
| Colocação                                    | Representação e Candidato                                                               |
| -------------------------------------------- | --------------------------------------------------------------------------------------- |
| Vencedor                                     | - Sergipe - Matteus Lima                                                                |
| 2.º. Lugar                                   | - Santa Catarina - Gustavo Gnewuch                                                      |
| 3.º. Lugar                                   | - Guanabara - Miguel Gasparini                                                          |
| Finalistas (em ordem final de classificação) | - São Paulo - Gustavo Judeikis - Mato Grosso - Fabrício Becker - Pernambuco - José Neto |

### Ordem dos anúncios
| 1. Mato Grosso 2. Guanabara 3. Pernambuco 4. Sergipe 5. Santa Catarina 6. São Paulo | 1. Sergipe 2. Guanabara 3. Santa Catarina |  |  |

### Prêmios
Foram entregues os seguintes prêmios este ano:
| Prêmio                | Representação & Candidato             |
| --------------------- | ------------------------------------- |
| Mister Amizade        | - Guanabara - Miguel Gasparini        |
| Mister Fotogenia      | - Rio de Janeiro - Théo Cingolani     |
| Mister Cordialidade   | - Pernambuco - José Neto              |
| Mister Personalidade  | - Mato Grosso do Sul - João Barbosa   |
| Modelo Revelação 40.º | - Santa Catarina - Gustavo Gnewuch    |
| Beleza pelo Bem       | - Santa Catarina - Gustavo Gnewuch    |
| Melhor Coordenação    | - Pernambuco - José Neto              |
| Melhor Estadual       | - Rio Grande do Norte - Breno Ribeiro |

### Etapa Classificatória

#### Classificação Automática aoTop 06

##### Mister Popularidade CNB Teen
O melhor pontuado nesta categoria garante uma vaga no Top 06:
| Colocação | Representação & Candidato       |
| --------- | ------------------------------- |
| 1         | - Mato Grosso - Fabrício Becker |

### Jurados

#### Final
Ajudaram a eleger o vencedor:
1. Francisco Crauss, psicólogo;
2. Rafaela Cruz, médica dermatologista;
3. Eduarda Farias, Garota das Praias 2023;
4. William Freitas, diretor de licenças do CNB;
5. Guilherme Werner, Mister Brasil CNB 2022;
6. Lucimara Batista, diretora nacional do MORHAN-PI;
7. Edimilson Picanço, diretor nacional do MORHAN-PA;
8. Lorena Rodrigues, jornalista e apresentadora;
9. Caroline Venturini, Miss Grand Brasil 2017;
10. Shana Campos, apresentadora;

### Candidatos
Os onze candidatos ao título deste ano:
| Estado              | Candidato        | Idade | Altura | Origem             | Ref.   |
| ------------------- | ---------------- | ----- | ------ | ------------------ | ------ |
| Distrito Federal    | André Ribeiro    | 20    | 1.82   | Brasília, DF       |        |
| Guanabara           | Miguel Gasparini | 17    | 1.88   | Vitória, ES        |        |
| Mato Grosso         | Fabrício Becker  | 19    | 1.91   | Paranatinga, MT    | [ 59 ] |
| Mato Grosso do Sul  | João Barbosa     | 17    | 1.70   | Laguna Carapã, MS  | [ 60 ] |
| Paraná              | Luciano Diniz    | 16    | 1.80   | Cascavel, PR       |        |
| Pernambuco          | José Neto        | 18    | 1.85   | Gravatá, PE        | [ 61 ] |
| Rio de Janeiro      | Théo Cingolani   | 18    | 1.85   | Rio de Janeiro, RJ | [ 62 ] |
| Rio Grande do Norte | Breno Ribeiro    | 19    | 1.83   | Nova Cruz, RN      | [ 63 ] |
| Santa Catarina      | Gustavo Gnewuch  | 17    | 1.88   | Jaraguá do Sul, SC |        |
| São Paulo           | Gustavo Judeikis | 18    | 1.80   | Itararé, SP        | [ 64 ] |
| Sergipe             | Matteus Lima     | 18    | 1.78   | Lagarto, SE        | [ 65 ] |

#### Desistência
- Rio Grande do Sul - William Brinhol

## Designações
Candidatos designados para representar o Brasil em concursos internacionais à convite da organização:
Legenda
      O representante do Brasil venceu a disputa.
       O representante do Brasil parou na 2.ª colocação.
       O representante do Brasil parou na 3.ª colocação.
| Candidato (Posição no nacional)              | Concurso internacional (local da final)                        | Posição na disputa internacional |
| -------------------------------------------- | -------------------------------------------------------------- | -------------------------------- |
| Henrique Martins (1.º. Lugar)                | Mister Supranational 2023 (Nowy Sącz, Polônia)                 | 2.º Colocado                     |
| William Gama (1.º. Lugar em 2020)            | Mister Global 2022 (Chiang Mai, Tailândia) 1                   | 3.º Colocado                     |
| Vilmar Bertolino (2.º. Lugar)                | Mister World 2023 (Londres, Inglaterra)                        | TBA                              |
| Ruan Mendes (3.º. Lugar)                     | Manhunt International 2023 (Cidade de Ho Chi Minh, Vietnã)     | 2 de dezembro de 2023            |
| Edward Ogunniya (4.º. Lugar)                 | Mister International 2023 (Bancoque, Tailândia)                | 9 de setembro de 2023            |
| Luiz Gustavo Peres (5.º lugar)               | Mister Global 2023 (Maha Sarakham, Tailândia)                  | 26 de novembro de 2023           |
| Roby Macedo (11.º. Lugar) 2                  | Manhunt International 2023 (Cidade de Ho Chi Minh, Vietnã)     | 2 de dezembro de 2023            |
| Renato Alves (Top 10 em 2020)                | Mister Model International 2023 (Santo Domingo, R. Dominicana) | 28 de maio de 2023               |
| Eduardo Horvath (Não Classificado em 2022) 2 | Mister Model International 2023 (Santo Domingo, R. Dominicana) | 28 de maio de 2023               |

1 O concurso Mister Global 2022 ocorreu no início de 2023.

2 Representando a ilha de Fernando de Noronha.